# Södertälje (comune)
Södertälje  è un comune svedese di 85 925 abitanti, situato nella contea di Stoccolma. Il suo capoluogo è la città omonima.

## Località
Nel territorio comunale sono comprese le seguenti aree urbane (tätort):
- Ekeby
- Gnesta (parte)
- Hölö
- Järna
- Mölnbo
- Pershagen
- Sandviken
- Södertälje
- Tuna
- Vattubrinken
- Viksäter

## Amministrazione

### Gemellaggi
- Struer
- Pärnu
- Forssa
- Angers
- Sarpsborg